# Große Freiheit 36

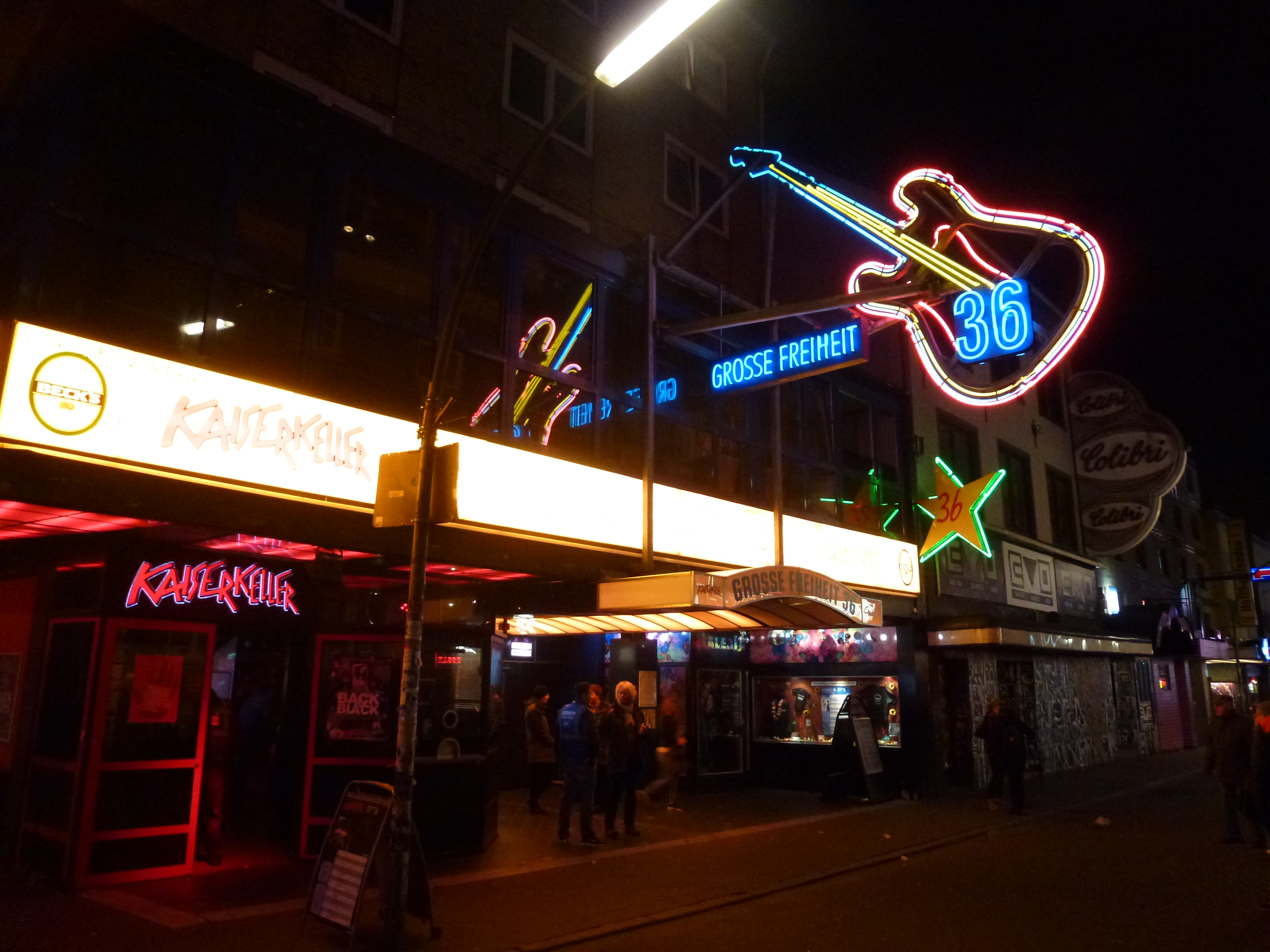
Musikclubs Große Freiheit 36 und Kaiserkeller

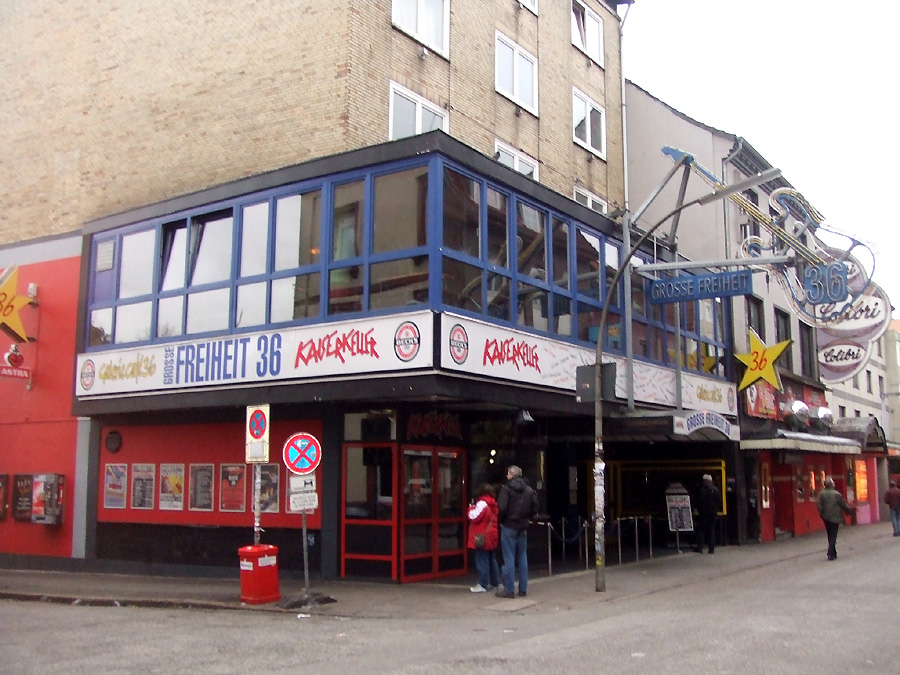
Die Große Freiheit 36 bei Tag

Die Große Freiheit 36 ist ein Musikclub in Hamburg im Stadtteil St. Pauli. Im Untergeschoss befindet sich der Kaiserkeller. Im oberen Bereich befindet sich die Galeria 36.

## Geschichte
Bereits in den 1940er Jahren befand sich an der Adresse das durch die Hans-Albers-Filme berühmt gewordene Vergnügungslokal Hippodrom, in dem sich eine mit Sägespänen gefüllte Rotunde befand, in der die Gäste und hauseigene Artisten auf echten Pferden reiten konnten. Im Zweiten Weltkrieg wurde das Gebäude durch Bombenangriffe zerstört und nach 1945 wieder aufgebaut. Bruno Koschmider (* 1926; † 2000), ein ehemaliger Trapezkünstler, eröffnete im Oktober 1959 in der Großen Freiheit 36 den Kaiserkeller mit Platz für 550 Gäste (nicht bestuhlt). Am 19. September 1985 eröffnete der Musikclub unter dem jetzigen bekannten Namen Große Freiheit 36 mit einem Konzert des Bluesgitarristen Rory Gallagher. Ein Jahr später wurde im Untergeschoss der Kaiserkeller wieder eröffnet und im Obergeschoss ein Café eingerichtet. Am 19. Februar 2015 fand in der Großen Freiheit 36 das Clubkonzert zur deutschen Vorentscheidung zum Eurovision Song Contest 2015 statt.
Im Sommer 2020 hingen Plakate an der Großen Freiheit 36 wie am Docks, auf denen jede Person für 20 Euro ihre Meinung zu Corona hinterlassen konnte. So wurden die Aussagen und Standpunkte von Corona-Kritikern wiedergegeben sowie teilweise auf entsprechende Websites wie KenFM oder Rubikon verwiesen. Darüber hinaus waren laut dem Betreiber jedoch hälftig auch Plakatflächen für Aussagen von Maßnahmenbefürwortern reserviert. Nachdem es bereits 2020 eine Debatte zu den Plakatwänden etwa in den sozialen Medien gegeben hatte, forderten im März 2021 verschiedene Konzertveranstalter den Betreiber von Großer Freiheit 36 und dem Docks auf, die Plakate zu entfernen, da sie Falschinformationen und Verschwörungstheorien verbreiteten, was die Veranstalter als inakzeptabel ansähen. Der Club-Betreiber verwies in seiner Antwort auf die Meinungsfreiheit und sah sich als Forum für diejenigen, „die sonst keinen Platz mehr bekommen“. Meinungspluralität sei ein wichtiger Teil der Demokratie. Zudem bewertete er selbst einige der Aussagen auf den Plakaten als möglicherweise „teilweise einseitig“. Das Clubkombinat Hamburg e. V., der Interessensverband der Hamburger Club-, Party- und Kulturereignisschaffenden, bezeichnete diese Antwort als Verhärtung der Position, die unverantwortlich sei, weil sie sich nicht von Radikalen distanziere. Allerdings hatten sich die Clubs ausdrücklich und mehrfach von „Rassismus, Nationalismus, Faschismus, Extremismus und Gewalt“ distanziert. Das Clubkombinat forderte dennoch den Austritt von Großer Freiheit 36, Docks sowie zugehöriger Veranstaltungsorte wie dem Kaiserkeller und der Galeria 36 aus dem Verband, während die Konzertveranstalter eine weitere Zusammenarbeit komplett ablehnten.

## Neuer Betreiber seit Mitte 2022
Seit Spätsommer 2022 hat die GF 36 einen neuen Betreiber – Benny „Mo“ Dianat. Kein unbekanntes Gesicht, denn bis 2018 sorgte er mit seiner damaligen Security-Firma für Sicherheit in den Clubs. Von den Wandzeitungen seines Vorgängers distanziert sich Dianat in einer Pressemitteilung deutlich. Dort heißt es: „Ich bin alleiniger Betreiber der beiden Clubs! Und in meinen Clubs ist nur Platz für Freude, Respekt und viele tolle Events.“ Die Veranstalter reagierten entsprechend und beendeten ihren Boykott mit sofortiger Wirkung.
Seither finden wieder regelmäßig Veranstaltungen aller Art statt.

## Konzertgeschichte (Auswahl in alphabetischer Reihenfolge)

### 1980er Jahre
Abi Wallenstein,
Billy Preston,
Extrabreit,
Faith No More,
Johnny Winter,
LL Cool J,
Lou Gramm,
Meat Loaf,
Neil Young,
Nick Cave,
Pixies,
Prince,
Public Enemy,
R.E.M.,
Rio Reiser,
Smokie,
Southside Johnny & the Asbury Jukes,
Wishbone Ash,
Iggy Pop

### 1990er Jahre
Backstreet Boys,
Björk,
Black Crowes,
Blur,
Bob Geldof,
Daft Punk,
Deep Purple,
Die Fantastischen Vier,
Faithless,
Gloria Gaynor,
Héroes del Silencio,
Ice-T,
Jamiroquai,
Leningrad Cowboys,
Marius Müller-Westernhagen,
Marilyn Manson,
Pearl Jam,
Rammstein,
Robbie Williams,
Robert Plant,
Sheryl Crow,
Slime,
Smashing Pumpkins,
The Pogues

### 2000er Jahre
Alligatoah,
Arctic Monkeys,
Black Eyed Peas,
Busta Rhymes,
Coldplay,
Green Day,
Hoodie Allen,
Jimmy Eat World,
Kaiser Chiefs,
Kelly Clarkson,
Kendrick Lamar,
Kylie Minogue,
Mana,
Metronomy,
Muse,
Paul Weller,
Placebo,
Queens of the Stone Age,
Richard Ashcroft,
Saltatio Mortis,
Seeed,
Sportfreunde Stiller,
Sugababes,
Swiss,
Texas Lightning,
The Killers,
The Roots,
The White Stripes,
Tocotronic,
Underworld,
Wyclef Jean,
Xzibit

### 2010er Jahre
Abschlach!,
All Time Low, Amon Amarth,
ASP,
Babymetal,
Brings,
Ed Sheeran,
Gloryhammer,
Goitzsche Front,
Hämatom,
Heldmaschine,
Imagine Dragons,
Katzenjammer,
Kelly Clarkson,
Kim Wilde,
Knorkator,
Lena Meyer-Landrut,
Lukas Graham,
Mike Singer,
Nelly Furtado,
Revolverheld,
Rick Astley,
Seasick Steve, Stone Sour,
Swiss und Die Andern,
Wir sind Helden,
Y-Titty